# Encainide
Encainide (tên thương mại Enkaid) là một thuốc chống loạn nhịp nhóm Ic. Nó không còn được sử dụng vì thường xuyên gây ra Chứng loạn nhịp tim là tác dụng phụ của thuốc.

## Tổng hợp

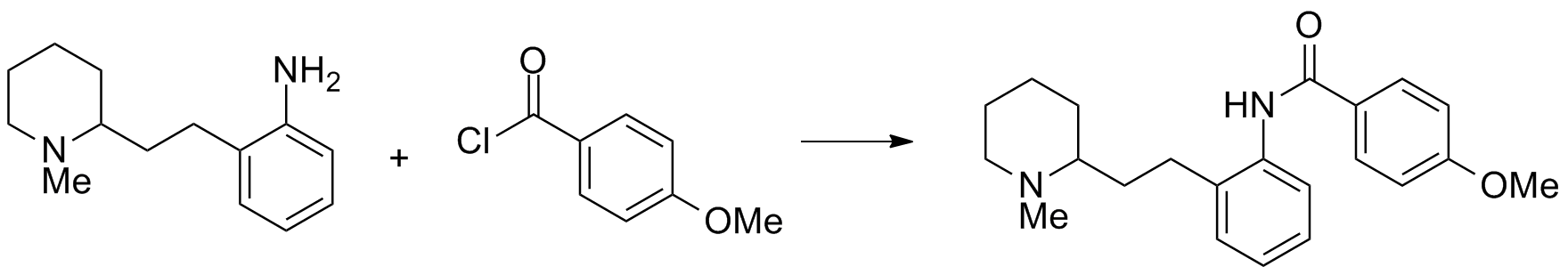
Tổng hợp Encainide: